# Xanthorhoe ablechra
Xanthorhoe ablechra är en fjärilsart som beskrevs av Fletcher 1958. Xanthorhoe ablechra ingår i släktet Xanthorhoe och familjen mätare. Inga underarter finns listade i Catalogue of Life.